# Sebastian Koch
Sebastian Koch, född 31 maj 1962 i Karlsruhe, är en tysk skådespelare.
Sebastian Koch har varit en av Tysklands mer uppmärksammade skådespelare under senare år genom sina roller i stora tyska TV- och filmproduktioner. Koch spelade 1997 Andreas Baader i Dödsspelet men det stora genombrottet kom med Der Tanz mit dem Teufel - Die Entführung des Richard Oetker 2001. Koch medverkade samma år i Der Tunnel och Die Manns. 2004 spelade Koch Albert Speer vilket han fick stor uppmärksamhet för. 2005 spelade han författaren vars liv övervakas av Stasi i filmen De andras liv. Han är även med i Steven Spielbergs film Spionernas bro.

## Filmografi i urval
- 1986 – Tatort - Die Macht des Schicksals (TV)
- 1997 – Dödsspelet (ty. Todesspiel) (TV)
- 2001 – Die Manns - Ein Jahrhundertroman (TV)
- 2001 – Der Tanz mit dem Teufel - Die Entführung des Richard Oetker (TV)
- 2001 – Tunneln
- 2002 – Napoléon (TV)
- 2004 – Speer und Er
- 2004 – Stauffenberg (TV)
- 2005 – De andras liv
- 2006 – Svart bok
- 2011 – Unknown
- 2013 – A Good Day to Die Hard
- 2015 – Homeland (TV-serie)
- 2015 – Spionernas bro
- 2015 – The Danish Girl
- 2020 – The Defeated (TV)

## Utmärkelser
- 2002 – Grimme-Preis
- 2002 – Bayerischer Fernsehpreis
- 2002 – Adolf-Grimme-Preis
- 2005 – Bayerischer Fernsehpreis
- 2005 – Deutscher Fernsehpreis